# Roman Bunka
Roman Bunka (2 tháng 12 năm 1951 – 12 tháng 6 năm 2022) là một nghệ sĩ guitar, đàn oud và nhà soạn nhạc hoạt động trong các ban nhạc nhạc thế giới và jazz fusion. Ông dành phần lớn cuộc đời của mình sống ở München, Bavaria và đã tham gia vào nhiều dự án giao thoa âm nhạc khác nhau tại đây.

## Sự nghiệp
Bunka sinh ra vào ngày 2 tháng 12 năm 1951 tại thành phố Frankfurt. Ông đã bắt đầu chơi guitar từ khi còn là thiếu niên. Đến những năm 1970, ông chuyển đến München và gia nhập nhóm nhạc thế giới Embryo. Nhóm từng đi lưu diễn ở Maroc, Ấn Độ và Afghanistan; ảnh hưởng âm nhạc tại các quốc gia này đã tác động mạnh mẽ lên Bunka và đồng nghiệp của mình. Trong năm 1979, Embryo tiếp tục thực hiện một chuyến du lịch tự túc tới Ấn Độ bằng ba chiếc xe buýt cùng nhạc cụ của họ. Tour du lịch này sau đó được làm thành bộ phim tài liệu Vagabunden Karawane.
Ngoài guitar, nhạc cụ thứ hai của Bunka là đàn oud Ả Rập mà ông chủ yếu học nó khi ở Ai Cập. Trong thời gian dài sinh sống nơi đây, ông thường chơi trong ban nhạc của nam ca sĩ kiêm diễn viên điện ảnh người Ai Cập Mohamed Mounir, chẳng hạn như ở buổi hòa nhạc đêm Giao thừa năm 2000 tại Kim tự tháp Giza.
Vào năm 1994, Bunka đã trình làng dự án âm nhạc ethno jazz của mình Color me Cairo, có sự tham gia của Malachi Favors đến từ nhóm Art Ensemble of Chicago và các nhạc sĩ người Ai Cập gồm Fathy Salama, Mohamed Paris và Khaled Goma tại Lễ hội nhạc Jazz Berlin do George Gruntz làm giám đốc nghệ thuật. Màn trình diễn với cùng một đội hình tương tự đã được thu âm lại bởi hãng Enja Records và được tạp chí Rolling Stone đánh giá: "Bunka có được sự nổi tiếng trong một cộng đồng âm nhạc ngày càng phát triển khi là "người chơi oud giỏi nhất vùng bắc Mecca"".
Bunka được biết đến với những lần hợp tác nghệ thuật cùng nhạc sĩ tại Đức và trên quốc tế, chẳng hạn các nhóm nhạc thế giới Đức Embryo, Dissidenten và Jisr, cũng như với nhạc sĩ nhạc jazz Mal Waldron, Charlie Mariano và Malachi Favors, bao gồm cả những nghệ sĩ người Ấn Độ và Ai Cập gồm Trilok Gurtu, Ramesh Shotham, Fathy Salama và nhiều người khác. Nhà phê bình âm nhạc người Đức Ralf Dombrowski đã viết nhận xét về đĩa hát Orientación năm 2004 của Bunka hợp tác với nhạc sĩ Luis Borda và Jost Heckler, rằng "Ông ấy là một trong những nhạc sĩ châu Âu đầu tiên dám nghiêm túc tìm hiểu oud và giải phóng nó khỏi chủ nghĩa kỳ lạ và chủ nghĩa phương Đông".
Trong sự nghiệp kéo dài 50 năm của mình, Bunka đã thu âm và tham gia vào nhiều buổi hòa nhạc với những nhóm nhạc khác nhau, đồng thời sáng tác nhạc phim cho các bộ phim. Vài tuần trước khi qua đời, ông chơi cùng với nhóm nhạc Jisr (tiếng Ả Rập có nghĩa là "cây cầu") tại các buổi hòa nhạc ở Pakistan, Sri Lanka, Ấn Độ và Bangladesh. Bunka đã mất vì bệnh ung thư vào ngày 12 tháng 6 năm 2022 tại München,  hưởng thọ 70 tuổi; cả báo chí ở Ai Cập và Đức đều đăng cáo phó của ông sau đó.

## Giải thưởng
- Giải BBC Prix Futura năm 1993 cho việc sản xuất vở kịch phát thanh Tunguska Guska với các diễn viên Grace Yoon, Sainkho Namtchylak, Iris Disse[14]
- Người chiến thắng trong cuộc thăm dò ý kiến của những nhà phê bình Đức năm 1995 đối với Color me Cairo, hợp tác cùng Malachi Favors và các nhạc sĩ người Ai Cập[15]
- Giải thưởng nghệ thuật Schwabing năm 2014[16]

## Đĩa nhạc
- 1973 Steig Aus (còn được phát hành dưới tên: This Is Embryo)[17]
- 1973 We Keep On, hợp tác với Embryo[18]
- 1975 Surfin, hợp tác với Embryo[19]
- 1976 Bad Heads and Bad Cats, hợp tác với Embryo và Charlie Mariano[20]
- 1977 Apo-Calypso, hợp tác với Embryo[21]
- 1979 Aera Live, hợp tác với Locko Richter, Klaus Kreuzeder, Lutz Oldemeier, Helmut Meier-Limberg, Freddy Setz[22]
- 1980 Reise (CD), hợp tác với Embryo (hãng thu âm Schneeball)[23]
- 1980 Dein Kopf ist ein schlafendes Auto[2]
- 1990 Germanistan, hợp tác với Dissidenten[24]
- 1993 The Jungle Book, hợp tác với Dissidenten (Exil)[25]
- 1995 Color Me Cairo, hợp tác với Malachi Favourite và Fathy Salama (Enja)[26]
- 1997 Enshaallah, hợp tác với Rahala (cùng One Rec.)[27]
- 2008 Freedom in Music, hợp tác với Embryo[28]
- 2010 Embryo 40 (Trikont)[29]

## Phim ảnh (với tư cách là nhà soạn nhạc và nghệ sĩ thu âm)
- 1995 Halfmoon, đạo diễn Frieder Schlaich, dựa trên truyện ngắn của Paul Bowles[30]
- 1998 Bin ich schön?, đạo diễn Doris Dörrie[31]